# Robert Pollard
Robert (Bob) Ellsworth Pollard Jr. (Dayton, Ohio, 31 oktober 1957) is een muzikant en collagekunstenaar. Hij is de zanger en tekstschrijver van de Amerikaanse indierockgroep Guided by Voices.

## Loopbaan
Pollard richtte Guided by Voices op in 1983. Hij was 36 toen de band nationale bekendheid kreeg na de verschijning van het album Bee Thousand in 1994.
Tijdens zijn carrière als onderwijzer op een basisschool had hij genoeg materiaal voor de band gecreëerd om er een dagtaak van te maken. Behalve met Guided by Voices brengt Pollard vele albums uit met andere bands en als soloartiest. Pollard wordt gezien als een van de productiefste rockmuziekartiesten.
Pollard is een groot liefhebber van muziek uit de jaren zestig en zeventig. Hij put zijn invloed veelvuldig uit bands van die periode.

## Privéleven
Pollard is getrouwd met Sarah Zade-Pollard. Zij is tevens zijn art manager.

## Discografie
- Not in My Airforce, 1996
- Waved Out, 1998
- Kid Marine, 1999
- Fiction Man, 2004
- From a Compound Eye, 2006
- Normal Happiness, 2006
- Standard Gargoyle Decisions, 2007
- Coast to Coast Carpet of Love, 2007
- Superman Was a Rocker, 2008
- Robert Pollard Is Off to Business, 2008
- The Crawling Distance, 2009
- Elephant Jokes, 2009
- We All Got Out Of The Army, 2010
- Moses on a Snail, 2010
- Space City Kicks, 2011
- Lord of the Birdcage, 2011
- Mouseman Cloud, 2012
- Jack Sells The Cow, 2012
- Honey Locust Honky Tonk, 2013
- Blazing Gentlemen, 2013
- Faulty Superheroes, 2015
- Of Course You Are, 2016
- Our Gaze, 2022